# San Pedro de Cartago
San Pedro de Cartago est une municipalité située dans le département de Nariño en Colombie.